# Matsuda (Kanagawa)
Pour les articles homonymes, voir Matsuda.
Matsuda (松田町, Matsuda-machi) est un bourg du district d'Ashigarakami, dans la préfecture de Kanagawa, au Japon.

## Géographie

### Situation
Matsuda est situé dans l'ouest de la préfecture de Kanagawa, dans les monts Tanzawa.

### Démographie
En avril 2021, la population de Matsuda était de 10 521 habitants répartis sur une superficie de 37,75 km2.

## Histoire
Le village moderne de Matsuda est créé le 1er avril 1889. Il a acquis le statut de bourg en 1909.

## Transports
Matsuda est desservi par la ligne Gotemba à la gare de Matsuda et par la ligne Odakyū Odawara à la gare de Shin-Matsuda.